# Rio Frio (Palmela)
Rio Frio é um localidade portuguesa situada na freguesia de Pinhal Novo, Município de Palmela.
Na sua área está localizado um aeródromo. Esta localidade tem sido apontada pelos críticos da localização do novo aeroporto de Lisboa na Ota como uma possível alternativa.

## Monumentos
Nesta mesma localidade existe um palácio construído no início do século XX. Nessa época era uma das maiores propriedades em Portugal, sendo o vinho a cultura mais rentável. O referido palácio apresenta-se decorado com azulejos que retratam as vindimas. As paredes da principal sala estão revestidos por azulejos oriundos do Ribatejo. O referido solar possui um jardim e um bosque no seu redor. 
Actualmente é uma pousada de propriedade privada, um dos seus llustre hóspedes foi a a(c)triz francesa Catherine Deneuve corria o ano de 1997.

## Curiosidades
- Esta localidade tem sido usada para rodagem de vários conteúdos de ficção nacional. Anjo Selvagem e Casos da Vida da TVI e mais recentemente de Terra Brava (telenovela) da SIC.

- Cadáver encontrado em barragem de Rio Frio[9]